# Trofeo Franco Balestra 2010
Il Trofeo Franco Balestra 2010, trentaquattresima edizione della corsa e valida come evento dell'UCI Europe Tour 2010 categoria 1.2, si svolse il 14 marzo 2010 su un percorso totale di circa 169,8 km. Fu vinto dal russo Aleksandr Mironov che terminò la gara in 4h06'03", alla media di 41,406 km/h.
Partenza con 171 ciclisti, dei quali 101 portarono a termine il percorso.

## Ordine d'arrivo (Top 10)
| Pos. | Corridore         | Squadra       | Tempo    |
| ---- | ----------------- | ------------- | -------- |
| 1    | Aleksandr Mironov | Itera         | 4h06'03" |
| 2    | Matteo Collodel   | Zalf          | a 2"     |
| 3    | Nicola Boem       | Zalf          | a 3"     |
| 4    | Jonathan Monsalve | Mastromarco   | a 7"     |
| 5    | Patrick Facchini  | Trevigiani    | s.t.     |
| 6    | Mariano Fichera   | Petroli Fir.  | s.t.     |
| 7    | Rafael Andriato   | Trevigiani    | a 13"    |
| 8    | Luke Rowe         | Gran Bretagna | s.t.     |
| 9    | Andrea Pasqualon  | Zalf          | s.t.     |
| 10   | Marco Canola      | Zalf          | s.t.     |